# Oskar von Lindequist

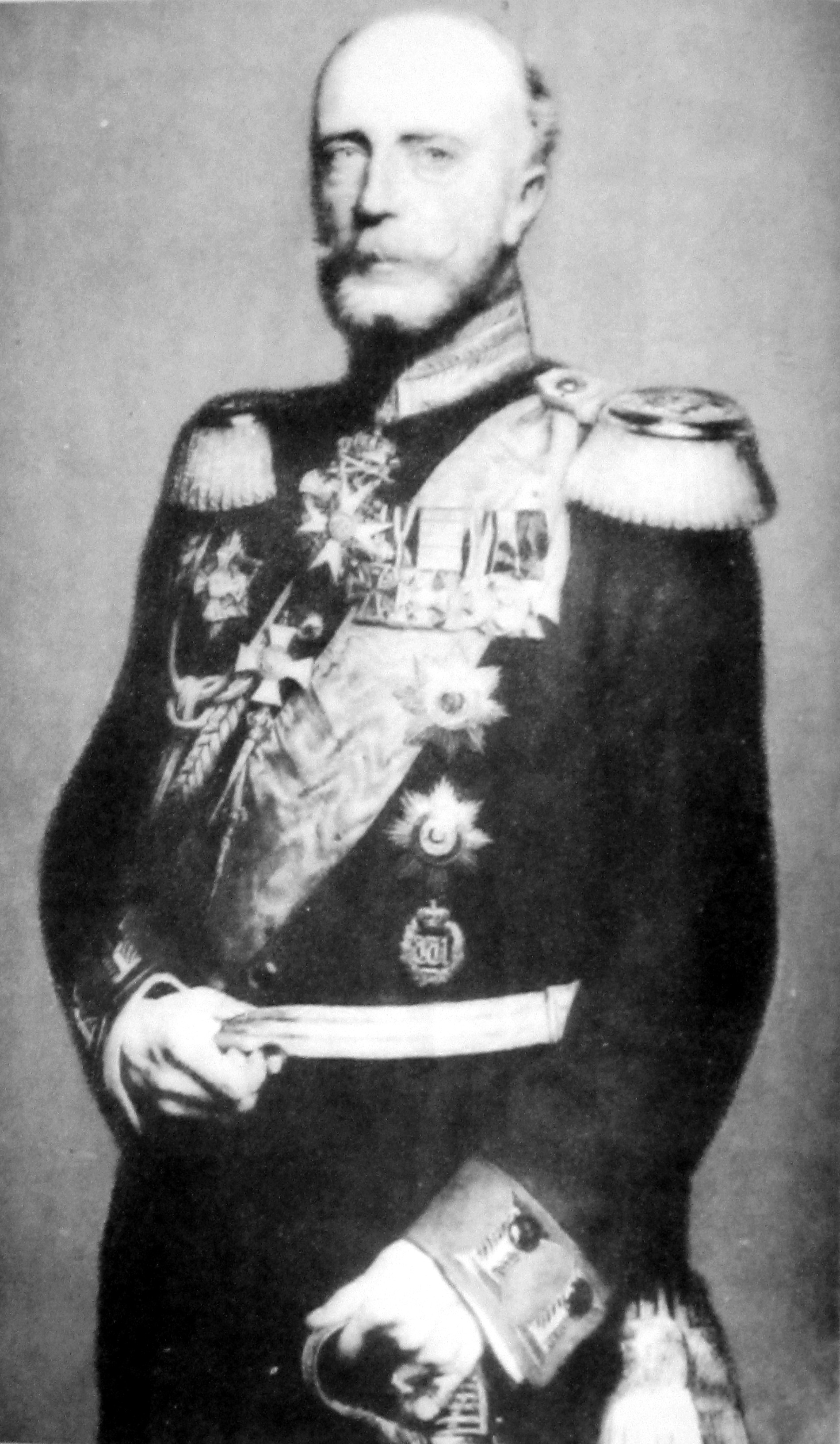
Oskar von Lindequist

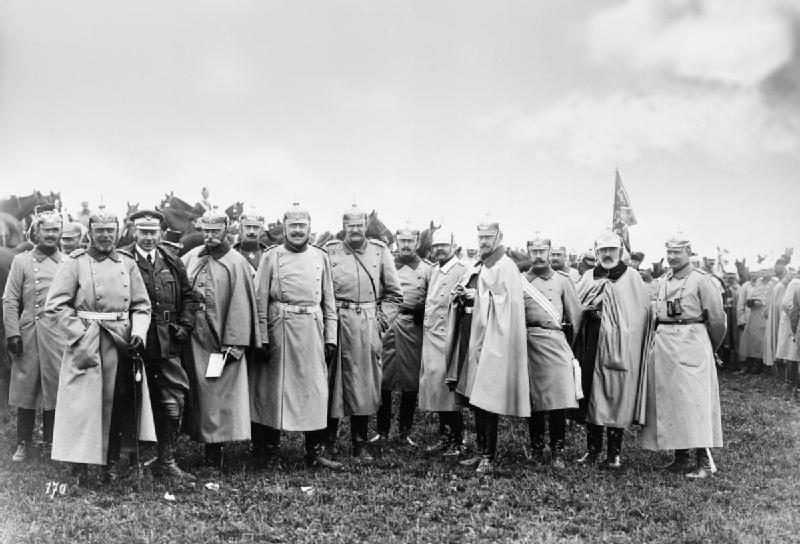
Oskar von Lindequist (zweiter von links) beim Kaisermanöver 1905

Oskar Fromhold Friedrich Olof von Lindequist (* 10. Dezember 1838 in Jülich; † 16. April 1915 in Potsdam) war ein preußischer Generaloberst mit dem Rang als Generalfeldmarschall.

## Leben

### Herkunft
Er entstammte dem pommerschen Adelsgeschlecht Lindequist, das 1792 in Wien in den Reichsadelsstand erhoben worden war. Er war der Sohn des preußischen Oberstleutnants Karl von Lindequist (1795–1874) und dessen erster Ehefrau Lonny Luise Friederike Babette Mathilde (1808–1846), Tochter des Christian Friedrich von Mayer. Friedrich von Lindequist (1862–1945), Gouverneur von Deutsch-Südwestafrika, war sein Neffe.

### Militärkarriere
Lindequist war preußischer Generaloberst mit dem Rang eines Generalfeldmarschalls und Generaladjutant des Kaisers, à la suite des 1. Garde-Regiments zu Fuß und des Grenadier-Regiments „Königin Olga“ (1. Württembergisches) Nr. 119. Er war Chef des 1. Nassauisches Infanterie-Regiments Nr. 87. Außerdem war Lindequist Dechant des Domstifts Merseburg und von 1911 bis zu seinem Tod (1915) Mitglied des Preußischen Herrenhauses.
Lindequist begann seine militärische Karriere in der Preußischen Armee im Jahr 1857 als Leutnant und wurde 1868 Hauptmann im Generalstab. 1872 wurde er Flügeladjutant Kaiser Wilhelms I. Ab 1879 war er Kommandeur der Schlossgarde und wurde in dieser Stellung 1881 zum Oberst befördert. Von 1882 bis 1883 war er Kommandeur des 1. Garde-Regiment zu Fuß in Potsdam.
Im Jahr 1887 wurde er Generalmajor und Kommandeur der 1. Garde-Infanterie-Brigade in Potsdam, 1890 Generalleutnant und Kommandeur der 21. Division in Frankfurt am Main. Ebenfalls 1890 wurde Lindequist Generaladjutant des Kaisers Wilhelm II. und 1890–1895 Kommandeur der 26. Division in Stuttgart. 1895 wurde er General der Infanterie und Kommandierender General des XIII. Armee-Korps in Stuttgart. In dieser Eigenschaft erhielt er am 5. März 1897 das Großkreuz des Ordens der Württembergischen Krone 1899 wurde er Kommandierender General des XVIII. Armee-Korps in Frankfurt am Main, hauptsächlich aufgrund seiner persönlichen Eigenschaften, denn Frankfurt galt als schwieriges Feld aufgrund der Beziehung der Stadt zu Preußen als Folge der Annexion 1866. Im gleichen Jahr wurde Lindequist mit dem Großkreuz mit Krone des Ordens Philipps des Großmütigen gewürdigt und 1902 zum Ritter des Schwarzen Adlerordens ernannt. Von 1904 bis 1907 war er Generalinspekteur der III. Armee-Inspektion in Hannover, während dessen er 1906 zum Generaloberst befördert wurde.
Im Jahr 1911 wurde er Generaloberst mit dem Rang als Generalfeldmarschall und gleichzeitig Mitglied des Preußischen Herrenhauses. Außerdem war er von 1910 bis 1914 Vorsitzender des Kyffhäuserbundes.

### Familie
Lindequist heiratete am 20. September 1867 auf Gut Woitzel bei Labes Anna von Podewils aus dem Hause Woitzel (* 1847; † nach 1928). Aus der Ehe gingen folgende Kinder hervor:
- Ebba (* 1868) ⚭ 14. Oktober 1896 Maximilian Thumb von Neuburg, württembergischer Generalleutnant
- Elsa (* 1872)
- Karl-Olof (1879–1945), preußischer Oberstleutnant ⚭ 1907 Margarethe von Kessel (*  1880), Eltern von Angelika von Lindequist